# Colletes laticaudus
Colletes laticaudus är en biart som beskrevs av Cockerell 1946. Colletes laticaudus ingår i släktet sidenbin, och familjen korttungebin. Inga underarter finns listade i Catalogue of Life.